# Ahmet Bilek
Ahmet Bilek (ur. 1 stycznia 1932 w Kuli, zm. 5 października 1970 w Saarbrücken), turecki zapaśnik. Złoty medalista olimpijski z Rzymu.
Walczył w obu stylach. Zawody w 1960 były jego jedynymi igrzyskami olimpijskimi, triumfował w wadze muszej w stylu wolnym. W stylu wolnym w 1959 był wicemistrzem świata. W stylu klasycznym w 1953 sięgnął po srebro mistrzostw globu, w 1955 zwyciężył w igrzyskach śródziemnomorskich. Umarł w Niemczech.